# Faria (Kalifornien)
Faria, auch bekannt als Faria Beach, ist ein gemeindefreies Gebiet im Ventura County von Kalifornien. Faria verläuft parallel über 1,32 Meilen (2,12 km) mit der Küstenstraße California State Route 1 entlang der Pazifikküste, 14,5 km nordwestlich von Ventura zwischen Ventura und Carpinteria. Faria liegt im Ventura Unified School District und hat eine eigene Postleitzahl.

## Geografie
Faria liegt am Pitas Point, einem beliebten Ziel für Surfer, der „Whistles“ genannt wird. Der felsige Ort ist nach Süden mit einem Sandstrand ausgerichtet.
Pitas Point und das nahe gelegene Punta Gorda entstanden bei einer durch Erdbeben verursachte große Bodenhebung. Dabei hob sich dieser Bereich des Rincón zwischen 16 Fuß und 26 Fuß (~ 3 bis 5 Meter) aus der Brandung gehoben als mechanisch verbundene Verwerfungen zeitgleich aufbrachen. Wissenschaftler haben die alten Küstenabschnitte untersucht und festgestellt, dass sich außergewöhnlich große Erdbeben im Bereich der Küste ereignet hatten und die Ventura-Verwerfung aufgrund des gleichzeitigen Reißens der miteinander verbundenen Verwerfung entstanden ist. Sie kamen auch zu dem Schluss, dass sich dort noch weit schwerere Erdbeben ereignen können als bisher vorhergesagt wurden.

## Geschichte
1769 erreichte Gaspar de Portolàs Expedition den Nordwesten des 26 km langen Ventura River. Die spanischen Entdecker trafen auf ein kleines Dorf nahe einer Wasserstelle im heutigen Padre Juan Canyon, der am Pitas Point ans Meer reicht und lagerten dort am 15. August 1769. Der Name des Canyons nach „Pater Juan“ bezieht sich auf den Franziskanermissionar Fray Juan Crespí, der mit der Expedition reiste und bemerkte, dass die Eingeborenen „uns wach hielten und die ganze Nacht auf einigen traurigen Pfeifen spielten“. So wurde der Punkt „Los Pitos“ – Spanisch für „Die Pfeifen“ benannt. In einer späteren amerikanische Vermessungskarte der Küste ist der Ort mit dem Namen „Las Pitas“ verzeichnet, was der Name der Jahrhundertpflanze war und die Agave Americana bezeichnet.

### Fall am Obersten Gerichtshofs
Die Gewährung des Zutritt zum Strand aus einem der Häuser war 1987 der Fall Nollan gegen die Kalifornien Küstenkommission am Supreme Court of the United States, dem obersten Gerichtshof der USA.